# Claude Coumba
Claude Coumba est un footballeur français né le 8 octobre 1947 à Cayenne (Guyane). Il joue au poste de défenseur central dans les années 1970.

## Biographie
Originaire de Guyane, Claude Coumba rejoint la métropole en 1970 avec son ami Serge Lugier, et signe au Red Star, où il évolue avec l'équipe réserve en D3.
Jamais aligné en équipe première du club audonien, il évolue comme défenseur central principalement à Valenciennes puis à Laval.
Au total, il a disputé 85 matchs en Division 1 et 74 matchs en Division 1.
Dans les années 2010 il est entraîneur adjoint de l'US Matoury.
Depuis 2015, un complexe sportif porte son nom à Cayenne.

## Palmarès
- Champion de France de Division 2 en 1972  (avec l'US Valenciennes-Anzin)
- Vice-champion de France de Division 2 en 1975 (avec l'US Valenciennes-Anzin)